# Зелева пеперуда
Зелева пеперуда (Pieris brassicae) е вид пеперуда, срещаща се и в България.

## Описание
Крилете са с размери 5,8 cm при мъжките, а при женските са 6,3 cm. Пеперудата е с големи бяло до жълтозеленикави крила. На горната повърхност на предните крила имат черен край и две черни точки. Задните крила имат черно петно в предния си край, а в основата към тялото са почернени. Антените и тялото са черни и сивочерни.
- Pieris brassicae ♂
- Pieris brassicae ♂  △

## Разпространение
Разпространена е в Европа, Азия и Северна Африка.

## Начин на живот и хранене
Пеперудата се появява през май. Това е един от най-разпространените видове пеперуди. Среща се често в градини, градска среда, храсталаци до 2600 м.н.в. Лети обикновено през топлите обедни часове, макар че може да се срещне и през целия ден. При хладно време и при дъжд се крие под листата.
Бялата зелева пеперуда се храни с нектар от различни цветове, но предимно от кръстоцветни растения. Основни хранителни растения за гъсениците са зелеви видове от семейство Brassicaceae. Тя е вредител по зелевите култури.

## Размножаване
След копулацията пеперудата снася около 250 яйца на няколко купчинки по листата на кръстоцветни растения, в това число и на зелето. Яйцата са ръбести, жълти. След 8 – 12 дни от тях се излюпват гъсенички, които започват да се хранят. Храненето се засилва след второто линеене. При опасност гъсеницата отделя от устата си отровен зелен секрет. Тя е зеленикавожълта със сива глава.
След завършване на развитието си гъсениците се разпълзяват на различни страни, търсейки място за какавидиране. Какавидират на открито по стебла на дървета, по огради, стени на сгради и др. Какавидата е сивожълта или сива с черни точки. Прикрепена е към мястото на какавидиране с тънка нишка.
След няколко дни от какавидата излита пеперудата от второ поколение. Общо развитието на бялата зелева пеперуда продължава от 25 до 50 дни в зависимост от температурата. През есента поради ниските температури развитието на какавидите се преустановява и те остават да зимуват. 